# Obwód Gródek Jagielloński Armii Krajowej
Obwód Gródek Jagielloński ZWZ-AK – terenowa struktura Inspektoratu Zachodniego Okręgu Lwów Armii Krajowej. Kryptonimy: „25”, „Ryby”.
Początki konspiracji w Obwodzie ZWZ-AK Gródek Jagielloński sięgają 1941, a jego zawiązki powstały w ramach Inspektoratu Lwów-Prowincja.
W sierpniu 1943 zorganizowany był w trzy rejony, a w nich siedem punktów organizacyjnych i 9 plutonów z 23 drużynami. Liczył jednego oficera zawodowego i ośmiu rezerwy, pięciu podchorążych, 6 podoficerów zawodowych i 30 rezerwy, oraz 250 szeregowych. 
W ostatnim kwartale 1943 w obwodzie były już cztery rejony, ale stan ludzi sukcesywnie się zmniejszał. Ludności polska przemieszczała się za San. Liczba podoficerów zmniejszyła się z 36 do 21, szeregowych – z 200 do ok. 170 
Obwód był stosunkowo nieźle uzbrojony. Posiadano jeden ckm i jeden rkm, 40 karabinów i 27 pistoletów; do broni maszynowej i karabinów posiadano ponad 17 tysięcy amunicji. Broń pochodziła z kampanii 1939, z zakupów od żołnierzy węgierskich i słowackich, oraz z penetracji powracających ze wschodu zbombardowanych pociągów.

## Organizacja i obsada personalna obwodu
Dowództwo:
- komendant – por. Szczepan Gwiazdowski „Głaz”,
- oficer organizacyjny – ppor. Michał Kochajewicz „Turń”,
- oficer łączności – ppor. Stanisław Hajduk „Perć”,
- oficer – lekarz, kpt. Bolesław Waligórski „Znachor”,
- oficer do spraw sabotażu i dywersji – plut. Szczepan Tokarz „Żak”,
- oficer informacyjny – mgr Emil Berendowicz „Sowa”,
- referent WSK – Jadwiga Strieglówna „Mała”/

Rejony:
- I rejon – Gródek Jagielloński; komendant – ppor. Jan Dziduszko „Zrąb”,
  - 1 pluton – Lwowskie Przedmieście i Morgi; dowódca – Stanisław Markiewicz,
  - 2 pluton – miasto Gródek; dowódca – kpr. Karol Matthauser „Dąb”,
  - 3 pluton – Czerlańskie i Przemyskie Przedmieście oraz Skotnik; dowódca – st.sierż. Stanisław Opaliński „Chmura”.
- II rejon Wołczuchy z Dolinianami[b], komendant – ppor. Jan Kaliciak „Granit”.
- III rejon – Rodatycze z Barem; dowodził por. „Głaz”.
- IV rejon – Milczyce; komendant – pchor. Stanisław Hołówka „Cichy”[c].